# MMW – Fortschritte der Medizin
MMW – Fortschritte der Medizin ist eine medizinische Zeitschrift, die als Fusion des seit 1886 bestehenden Periodikums Münchener Medizinische Wochenschrift (1853 als Aerztliches Intelligenz-Blatt in München gegründet, herausgegeben von J. F. Lehmanns Verlag) mit der Zeitschrift Fortschritte der Medizin (begründet 1882 durch u. a. Robert Koch) seit 1999 herausgegeben wird. Sie erscheint wie bereits beim Verlag J. F. Lehmann 14-täglich beim Springer Medizin Verlag (ein Teil von Springer Nature).

## Geschichte
Ein Vorläufer der MMW war das „Standesblatt“ Medizinisches Korrespondenzblatt bayerischer Ärzte, erschienen von 1840 bis 1850 bei Enke in Erlangen. Die MMW wurde 1886 von dem in Passau geborenen praktischen Arzt und späteren Geheimen Sanitätsrat Bernhard Spatz (1856–1935) begründet. Sie ging aus der am 7. Januar 1854 erstmals erschienenen, von Hermann Oettinger (1802–1855) und Aloys Martin initiierten und bis 1862 von dem Buchhändler Christian Kaiser, danach von J. J. Lentner und dann von Jos. Anton Finsterlin verlegten Wochenschrift Aerztliches Intelligenz-Blatt. Organ für Bayerns staatliche und öffentlich Heilkunde hervor, in deren Schriftleitung Spatz 1885 eingetreten war.
Im Jahr 1890 wurde die Porträt-Beilage Galerie hervorragender Ärzte und Naturforscher ins Leben gerufen. Während des Ersten Weltkrieges wurde die Zeitschrift durch eine Feldärztliche Beilage ergänzt.
Ab 1927 wurde die Schriftleitung von einem wissenschaftlichen Beirat unterstützt. 1930 übernahm Hans Spatz als Nachfolger seines Vaters Bernhard Spatz die Schriftleitung der Wochenschrift. Unterstützt wurde er unter anderem von Hermann Kerschensteiner, Albert Krecke und Fritz Lange sowie später auch von Walther Straub, Georg Magnus und Wilhelm Stepp sowie dem bereits bei Bernhard Spatz als Mitarbeiter tätig gewesenen Viktor Emanuel Mertens und Georg Landes. Die ersten Geschäftsräume der Redaktion befanden sich von 1902 bis 1932 im „Kontorhaus“ gegenüber vom Starnberger Bahnhof, danach im Ärztehaus in der Arcisstraße 4.
Von 1932 bis 1945 befand sich die Schriftleitung in der Alfonsstraße 1. In der Zeit des Nationalsozialismus gehörte unter anderem Rudolf Grashey zu den Mitherausgebern der MMW. Die von Grashey ins Leben gerufene humoristisch-literarische Beilage Die Insel zur Münchener Medizinischen Wochenschrift war auch später noch beliebt. Von Herbst 1944 bis 1950 durfte die ab 1924 ganz von Julius Friedrich Lehmann verlegte MMW wie alle anderen deutschen medizinischen Wochenschriften nicht erscheinen. Das ab Herbst 1944 herausgegebene Gemeinschaftsblatt Medizinische Zeitschrift hatte seine Redaktion ebenfalls in der Alfonsstraße 1.
Im Herbst 1949 betrieb der Schriftleiter Hans Spatz mit seinem Bruder Otto Spatz als Verleger den Wiederaufbau der Zeitschrift. Otto Spatz gehört wie Friedrich Schwartz und Friedrich Lehmann zu den Inhabern von J. F. Lehmanns Verlag. Die erste Nummer des 92. Jahrgangs erschien dann am 14. April 1950. Gedruckt wurde die, auch als bevorzugtes Insertionsorgan für die Bäder- und Sanatoriums-Werbung dienende, Zeitschrift von der Buchdruckerei und Verlagsanstalt Carl Gerber in der Angertorstraße in München.
Herausgeber der Münchener Medizinischen Wochenschrift waren bereits seit den 1920er Jahren nicht mehr nur Münchener Ärzte und deren Hochschullehrer, sondern auch auswärtige Medizinexperten.
Bekannte Herausgeber der MMW waren Mediziner wie Otto von Bollinger (bis 1909), Friedrich von Müller (ab 1909 für drei Jahrzehnte), Gustav von Bergmann, Albert Döderlein, Gustav Döderlein, Emil Karl Frey, Ludwig Heilmeyer, Ernst Kretschmer und Karl Wessely.

## Fortbildungsorgan und Kooperationen
Sie war die erste medizinische Fachzeitschrift in Deutschland, die ihren Lesern die Zertifizierung ärztlicher Fortbildung (CME) anbot. Mit der MMW können Ärzte pro Jahr bis zu 40 CME-Punkte sammeln.
Die Zeitschrift ist Fortbildungsorgan oder kooperiert mit folgenden wissenschaftlichen Gesellschaften und Verbänden:
- Arbeitsgruppe Hausärztliche Internisten in der DGIM
- Deutsche Migräne- und Kopfschmerzgesellschaft (DMKG)
- Deutsche Schmerzgesellschaft
- Bundesverband der Pneumologen (BdP)
- Fachkommission Diabetes in Bayern
- Deutsche Hochdruckliga (DHL) – Deutsche Gesellschaft für Hypertonie und Prävention
- Gesellschaft für Gastroenterologie in Bayern
- Deutsche Liga zur Bekämpfung von Gefäßerkrankungen
- Deutsche Gesellschaft für Endokrinologie (DGE)
- Bundesverband Niedergelassener Kardiologen (BNK)
- Deutsche Gesellschaft für Schmerzmedizin (DGS)
- Saarländisch-Pfälzische Internistengesellschaft